# Cefalometría
La cefalometría es el nombre que se da a las medidas que se obtienen del cráneo humano, por lo general realizadas por radiografías. Tiene aplicación médica para la evaluación de las vías aéreas superiores, así como para hacer seguimiento de la maduración fetal por obstetricia. La cefalometría también tiene utilidad en la elaboración de diagnósticos y las evaluaciones de control y postratamiento en odontología.
A través de los estudios cefalométricos, el ortodoncista logrará un conocimiento más profundo de las estructuras involucradas, medirlas, describirlas y estudiar sus interrelaciones. La cefalometría no es una ciencia exacta, por las dificultades de localización de los puntos y la inexactitud de los exploradores a la hora de encontrarlos; no obstante, es, junto a los modelos dentales, una de las principales herramientas diagnóstica en ortodoncia.
La cefalometría se realiza sobre un trazado obtenido del calco de líneas fundamentales de una radiografía lateral de la cara, obtenida del paciente, según unas normas determinadas que nos permiten estandarizar los resultados y compararlos con patrones normales.

## La telerradiografía
Utilizando un criterio meramente clínico, a la hora de llevar a cabo una cefalometría, el profesional debería conocer los siguientes aspectos: la telerradiografía lateral y frontal; la técnica de calco y trazado cefalométrico lateral y frontal; los diferentes análisis cefalométricos de distintos autores como: el análisis de Tweed, el de Steiner, el análisis arquial de Sassouni, la cefalometría estática de Ricketts; el análisis de Björk-Jarabak para la predicción del crecimiento; las medidas de McNamara para el análisis del esqueleto, el análisis cefalométrico de Arnett de gran utilidad en cirugía ortognática, etc.
La telerradiografía o radiografía extrabucal, se trata de una radiografía tomada desde fuera de la boca y a una distancia determinada. La telerradiografía puede ser: de perfil (cuando el haz de rayos incide perpendicularmente al plano medio sagital de la cabeza del paciente) o frontal (cuando el paciente está orientado de espaldas al tubo de rayos, es decir, mirando hacia el chasis).
Para realizar la telerradiografía, la cabeza del paciente se orienta en el espacio como un cuerpo sólido, es decir, mediante tres planos o ejes que confluyen en el centro. Estos ejes son: el vertical, el sagital y el transversal. Las malposiciones influyen de manera variable sobre las tomas lateral o frontal, provocando distorsiones que a veces inutilizan la radiografía. Para constatar la correcta orientación del paciente, Pierre Vion aconseja observar ciertos detalles:
En las telerradiografías laterales las olivas deben estar perfectamente superpuestas y no mostrar una doble imagen en sentido vertical ni sagital. Si un desfase de las olivas se acompaña de un desdoblamiento de los bordes mandibulares, se debe a que el paciente está mal centrado y tiene una rotación en alguno de los tres ejes citados. Las imágenes, en estos casos, estarán afectadas en proporción a la rotación que haya existido. Las consecuencias varían en función del eje alrededor del cual se hayan realizado, podemos mencionar: distorsiones y asimetrías en el plano vertical, desdoblamiento de imágenes en el sagital y posiciones anormales de las estructuras cervicales en el plano transversal. Es evidente que la combinación de estas rotaciones multiplicará los efectos negativos pudiendo causar la inutilización de la telerradiografía.
En las telerradiografías frontales el plano de Frankfort es horizontal, por ello el piso de la órbita izquierda y derecha están sobre la línea que une el centro de las imágenes radiológicas de los arcos cigomáticos izquierdo y derecho. En esta incidencia, el giro de la cabeza sobre su eje transversal puede dar una imagen acortada o alargada de la cara. Es fácil detectar la alteración de la posición en este sentido por la no coincidencia del plano de Frankfort con la línea bicigomática. Esto no afecta a la simetría, pero sí a las mediciones verticales. En la telerradiografía frontal es prácticamente imposible que exista un giro sobre el eje vertical o una inclinación lateral, esto solo se produciría en caso de un mal ajuste de las olivas en los conductos auditivos del paciente.

## Calco y trazado cefalométrico
Una de las mayores dificultades que enfrenta el estudiante de ortodoncia en su proceso de aprendizaje es el calco radiográfico. Este procedimiento puede plantear dificultades si no se observa una metodología coherente y estricta.
Las imágenes radiográficas son muy variables por lo que el trazado cefalométrico debe hacerse al comienzo, bajo la observación y supervisión de un técnico experimentado. El estudiante deberá saber que tendrá que trazar y evaluar un gran número de placas antes de lograr verdadera destreza. Se recomienda repetir varias veces y siempre con intervalos de tiempo, el trazado de una radiografía para constatar la fiabilidad de su calco. La claridad de la radiografía deberá ser evaluada desde varios puntos de vista: posición, toma y revelado y también deberá serlo cualquier otro factor que pueda afectar sus condiciones de nitidez, claridad y contraste; así se evita realizar un calco frustrado de antemano. Además, es necesario detectar si las imágenes dobles se deben a posiciones incorrectas o a problemas inherentes a la estructura cráneo-maxilo-facial del paciente.
Los materiales necesarios para calcos y trazados son los siguientes: un negatoscopio de luz fría para evitar el calentamiento y deformación de la película radiográfica de calor, un portaminas, goma de borrar, cartulina negra, regla de Ricketts, compás de punta seca, cinta adhesiva transparente, lámina de acetato o papel vegetal de buena transparencia, modelos del paciente, radiografías panorámicas o periapicales y fotografías. Para los trazados cefalométricos intermedios, hechos con el objetivo de controlar la evolución del tratamiento, se necesitan los trazados cefalométricos del estatus inicial. Cuando el trazado corresponda al final del tratamiento se deben tener, además de los trazados iniciales, los realizados durante el control del tratamiento.

### Montaje del papel de trazado sobre la radiografía
La telerradiografía lateral se coloca sobre el negatoscopio con el perfil orientado hacia la derecha. La toma frontal se coloca de manera que los lados derecho e izquierdo del paciente coincidan con los del operador. Hay que orientar la fotografía de manera que el plano de Frankfort quede paralelo a uno de los bordes del papel y perpendicular al otro. Una incorrecta orientación de este plano en la radiografía puede dificultar la correcta evaluación del perfil.
El papel se coloca a unos dos o tres centímetros por encima del nasión y dos o tres centímetros por delante de la punta de la nariz; la radiografía se fija utilizando cinta adhesiva transparente, así evitamos su basculación y facilitamos una acción de bisagra para levantarlo repetidas veces durante las maniobras de calco con el propósito de observar directamente la placa radiográfica. Es aconsejable no fijar la radiografía sobre el negatoscopio para permitir su desplazamiento durante el calco y facilitar el trazado.

### Visualización de las diferentes áreas
A veces, el contraste entre las zonas radiolúcidas y radiopacas puede crear alguna dificultad a la hora de distinguir ciertas estructuras. Se puede mejorar la visualización de estas áreas accionando el reóstato del negatoscopio, así se controla el flujo lumínico a través de la película; también se puede usar una cartulina negra para cubrir áreas muy luminosas que provocan deslumbramiento, impidiendo ver con claridad.
Hay que tener en cuenta que a pesar de la correcta colocación del paciente, mediante la ayuda del cefalostato, hay algunos factores que pueden influir negativamente en la superposición de las estructuras. Estos factores son: la asimetría facial, la diferencia de altura de los conductos auditivos, la asimetría mandibular, las anomalías morfológicas de distinta naturaleza (malformaciones, traumas) y la asimetría por tortícolis. En otras ocasiones, la mala orientación de la cabeza se debe a problemas del operador, en casos de: un paciente inestable o temeroso que presente mucha movilidad, niños con trastornos de conducta y cuando exista un mal ajuste del cefalostato.

### Trazado cefalométrico lateral. Calco de estructuras. El procedimiento de Ricketts.
En primer lugar, ha de realizarse el trazado de los tejidos blandos. Se comienza más arriba del seno frontal y se traza hasta debajo del área del mentón. Los cefalostatos con apoyo nasal comprimen los tejidos blandos de la nariz. En este caso se corrige esta pequeña deformación. Se traza el contorno palpebral, la curvatura de la pupila y el contorno del área de la nariz (en forma de S itálica). Después, parte del contorno de la lengua, paladar blando y faringe.
En segundo lugar, se procede al trazado de los tejidos duros: nasión, fosa pterigomaxilar, maxilar superior, órbitas, mandíbula, silla turca, conducto auditivo externo y dientes (superiores e inferiores).
La zona del nasión está formada por el contorno externo de los huesos nasales y el frontal. Se calca la unión de ambos en la sutura frontonasal; en los casos en que no se visualice, el punto de nasión se ha de ubicar en el vértice de la V formada por la unión de ambos huesos.
En cuanto a la fosa pterigomaxilar, tenemos una imagen radiolúcida de contornos radiopacos bien definidos, de forma triangular con base superior, también se describe como de gota invertida debido a la forma redondeada que presentan sus vértices superiores. En la unión del borde superior con la pared posterior se ubica la desembocadura del agujero redondo mayor (realmente este agujero es un conducto de pequeña longitud), que corresponde al punto Pt.
Ha de dibujarse todo el contorno maxilar determinando con exactitud la espina nasal anterior y el borde anterior de ese hueso, es decir, la pared alveolar donde se ubica el punto A. Es necesario tener la mayor precisión posible al calcar esta zona que suele presentar dificultades debido a la superposición del tejido celular subcutáneo de la mejilla, que al tener buen espesor, se visualiza como una franja radiopaca. La diferencia entre este tejido y el contorno anterior del maxilar consiste en que el primero presenta un borde recto o ligeramente convexo, en cambio, el contorno anterior del maxilar siempre es cóncavo. La zona de la espina nasal en pacientes jóvenes, generalmente se superpone con molares no erupcionados (2.º y 3.er molar), por lo que en ocasiones su ubicación exacta no puede ser determinada. Si sucede esto, debe tenerse en cuenta que lo importante es que el trazado debe seguir la inclinación del hueso palatino, sin tener más importancia su límite posterior exacto. Cuando se traza el borde superior del contorno del maxilar superior se debe seguir la línea radiopaca sin excederse hacia arriba, siguiendo una imagen que corresponde a la base del tabique nasal, que nos lleva a dibujar un maxilar muy voluminoso.
En cuanto a las órbitas, ha de trazarse el borde posterior y el inferior de sus cavidades. Estas estructuras son bilaterales, por lo que cuando no existe una superposición perfecta deben ser promediadas. Esto ocurre con frecuencia debido a que los malares son las estructuras más alejadas del plano medio sagital, por ello es difícil obtener una imagen única, aun cuando las radiografías estén perfectamente tomadas (aquí se va a manifestar el fenómeno de la magnificación de las estructuras alejadas de la placa). Lo importante de las cavidades orbitarias es su borde inferior, donde se determinará el punto infraorbitario. Este borde suele ser difícil de visualizar porque se superpone con las celdas etmoidales; en este sentido será de gran ayuda ubicar el orificio sub-orbitario, que está a unos 3 mm debajo de dicho borde. Otra estructura que suele superponerse es el techo del seno maxilar, debido a la anatomía del maxilar superior, que hace que el seno en su parte interna se eleve más arriba del borde inferior de la órbita.
Generalmente. el contorno mandibular es de muy fácil visualización. Las dificultades se presentan en la cabeza del cóndilo a causa de la superposición con la porción petrosa del hueso temporal, y en la escotadura sigmoidea y apófisis coronoides mandibular. Para facilitar el calco se aconseja tener en cuenta las relaciones entre conducto auditivo externo y cóndilo, que suelen presentar su borde superior a la misma altura. La apófisis coronoides se superpone de forma constante con la parte inferior de la fosa pterigomaxilar, y la escotadura sigmoidea puede trazarse con relativa facilidad después de haber identificado las estructuras anteriores. Los bordes inferior y posterior pueden presentar una doble imagen, en ese caso se aconseja promediarlos en el momento de calcar, haciendo un único trazo.
La silla turca y el basión constituyen una estructura que se determina con facilidad, al estar ubicada en la línea media no suele presentar doble imagen. Se ha de calcar todo el cuerpo del esfenoides, relacionando su borde inferior con la fosa pterigomaxilar que se encuentra inmediatamente por debajo. El borde superior se encuentra excavado por la silla turca. El cuerpo del esfenoides está ocupado por el seno esfenoidal, continúa hacia atrás y abajo con la porción basilar del occipital, al que se haya unido por la sutura esfeno-occipital. Hay que diferenciar la zona del basión del extremo de la apófisis estiloides, con cuya imagen suele superponerse dando la ilusión de un basión ubicado hacia abajo. Se la puede identificar por ser una estructura delgada, radiopaca y frecuentemente cóncava, hacia adelante. Una forma de ubicar el basión es observar el ángulo del vértice inferior del occipital.
El conducto auditivo externo se ubica en la zona temporal. Presenta una forma ovalada con una inclinación de su diámetro mayor en 45°. En su borde superior está el punto porión. Debido a que no es conducto rectilíneo, el orificio suele verse radiolúcido únicamente en su parte posterior inferior, en forma de media luna. Es muy importante ubicarlo correctamente, pues suele superponerse con la zona petrosa del temporal.
Los dientes superiores e inferiores se trazan con la plantilla, no solo por estética, para facilitar la construcción del VTO.
Una vez realizados estos procedimientos se procederá a ejecutar un cefalograma de Ricketts; después el análisis de Bjork-Jarabak para la predicción del crecimiento; y finalmente se tomarán las medidas de McNamara para el análisis del esqueleto.

## Aplicaciones de la cefalometría
- Estudio del crecimiento facial: repetición y reproducción de las estructuras del paciente. Superposición de trazados para estudiar su crecimiento.
- Diagnóstico de posibles patologías especiales, tales como dilaceraciones, traumatismos, hipertrofias adenoideas.
- Evaluación del espacio nasofaríngeo.
- Diagnóstico de anomalías cráneo-faciales (clase II, clase III).
- Seguimiento y evaluación de los resultados obtenidos en el tratamiento.

## Cefalometría con escáner 3D magnético
El Dr.Thorsten Brandt, inventó un sistema cefalométrico llamado noXrayCeph usando un escáner magnético y, por lo tanto, evitando la radiación, no tiene gran difusión en el mundo profesional y de hecho solo existe abundante información en alemán de este método.
Valores cefalométricos resultan en un 79 % a una alta correlación con los valores noXrayCeph, Möller 2013. Por lo tanto, se ha creado una correlación con los valores cefalométricos convencionales.
La cefalometría tradicional tiene distorsiones y una ampliación de más de 1,5 cm en parte. Los cambios en las proporciones se encuentran en la naturaleza de la producción de la imagen, y, se comparen en este trabajo con la cefalometría sin rayos X a escala.
La cefalometría a escala se basa en el registro tridimensional directamente en los pacientes. El aparato craneal móvil de 92 g en combinación con un escáner 3D magnético presenta una técnica digital de presentación y evaluación cefalométrica para el diagnóstico, la planificación del tratamiento y la evaluación de los resultados del tratamiento de ortodoncia.
Uno de los problemas de la cefalometría convencional es el posicionamiento exacto y reproducible en el cefalostato y su verificabilidad, ya que el posicionamiento reproducible en el cefalostato representa, según Young-Jooh et al, un criterio importante para la representatividad de una imagen radiográfica.
Sólo rara vez en el caso ideal es el posicionamiento del objeto de proyección perpendicular a la línea central (Ahlquvist et al. 1983, Eliassion et al. 1982). Numerosos estudios se han dedicado a la exactitud de la fabricación de una telerradiografía lateral. Se averiguó que la precisión de la fabricación de una imagen radiográfica depende esencialmente de un posicionamiento estandarizado del paciente. Esto es especialmente importante para el seguimiento terapéutico que incluye una comparación de la imagen inicial e intermedia, dado que con diferentes posicionamientos ya no son comparables. La más pequeña desviación por un mal posicionamiento de la cabeza ya causa fuertes grados de asimetría. El 10 % de todas las telerradiografías laterales tiene tanta rotación que no son evaluables. Ya a partir de 4° de rotación cambian los valores cefalométricos significativamente, según Kuster et al 1989, y en el 10 % de todos los casos se encontraron rotaciones superiores a 10°.
Además, hay que añadir otras fuentes de error fundamentales como el posicionamiento frecuentemente incorrecto como se describe por Margolis, imprecisión, borrosidad, mezcla a través de movimientos durante la grabación, revelado erróneo, exposición errónea y, por una suma de todos, los tejidos blandos que no son evaluables. Por lo tanto, se hizo todos los esfuerzos posibles para prevenir estas fuentes de error.
Esta considerable fuente de error debía ser excluida con el nuevo aparato craneal móvil.
Esto significa que los movimientos durante el proceso de registro (grabación) no deberían influir más en la construcción digital de la cefalograma. Además, la proyección debía ser estandarizada y representada en una escala de 1 a 1 correspondiente a la naturaleza. Esto no era posible con la tecnología anterior, porque diversas distancias entre cabeza y folia de 15 a 30 cm y distancias entre los tubos de 1 a 4 metros, con distorsiones del 3,6 al 17,6 %, no sólo hacen la comparabilidad difícil, si no distorsionan la imagen en sí de manera desigual. Por los esfuerzos de mantener la distorsión tan baja como sea posible resulta un espaciamiento más grande entre la película y el tubo de rayos X, por lo cual el tiempo de exposición y la dosis de radiación aumentan. Con el aumento del tiempo de exposición también aumenta el riesgo de distorsión que luego finaliza en el desenfoque de la imagen o en una imagen doble. A menudo, entonces, se renuncia a una segunda grabación a causa de la carga de radiación, aunque la imagen no es evaluable.
Como estas fuentes de error están eliminadas con el aparato craneal móvil, la principal ventaja de la cefalometría sin rayos X es la presentación cada vez individual de un plano de proyección en el medio del cráneo. Con esto, la posición del aparato craneal móvil en la cabeza del paciente ya no tiene importancia. Una posible fuente de error en la medición con el aparato craneal móvil se encuentra en el desplazamiento del aparato craneal de carbono ultraligero durante la medición. Si se excluye un desplazamiento del aparato craneal durante la medición, la posición respectiva en la cabeza no tiene ninguna influencia sobre el resultado de la medición, porque el sistema se calibra por sí mismo. El sistema encuentra a través de la introducción de los puntos anatómicos su nivel de proyección respectivo. La principal ventaja se encuentra en la reproducibilidad de las mediciones con el aparato craneal móvil.